# Schemmerhofen

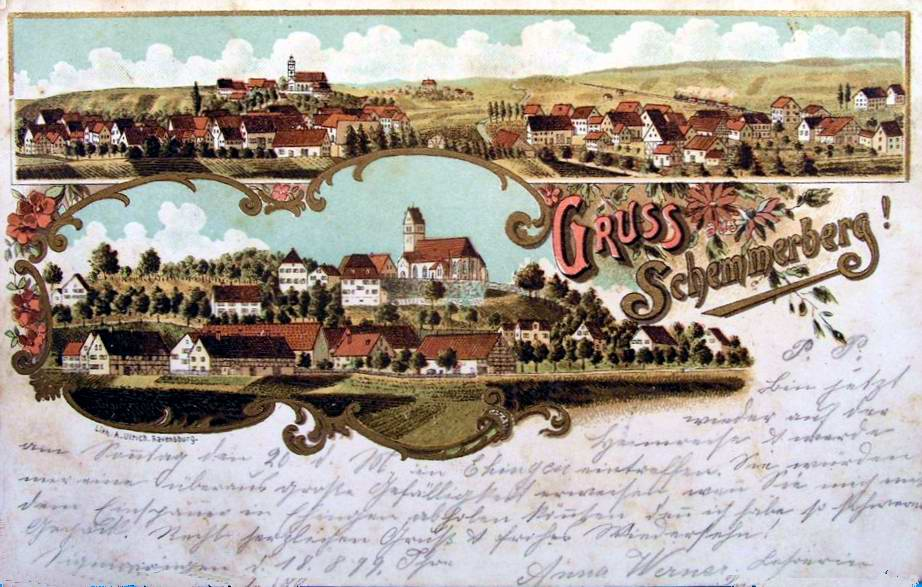
Schemmerberg 1899

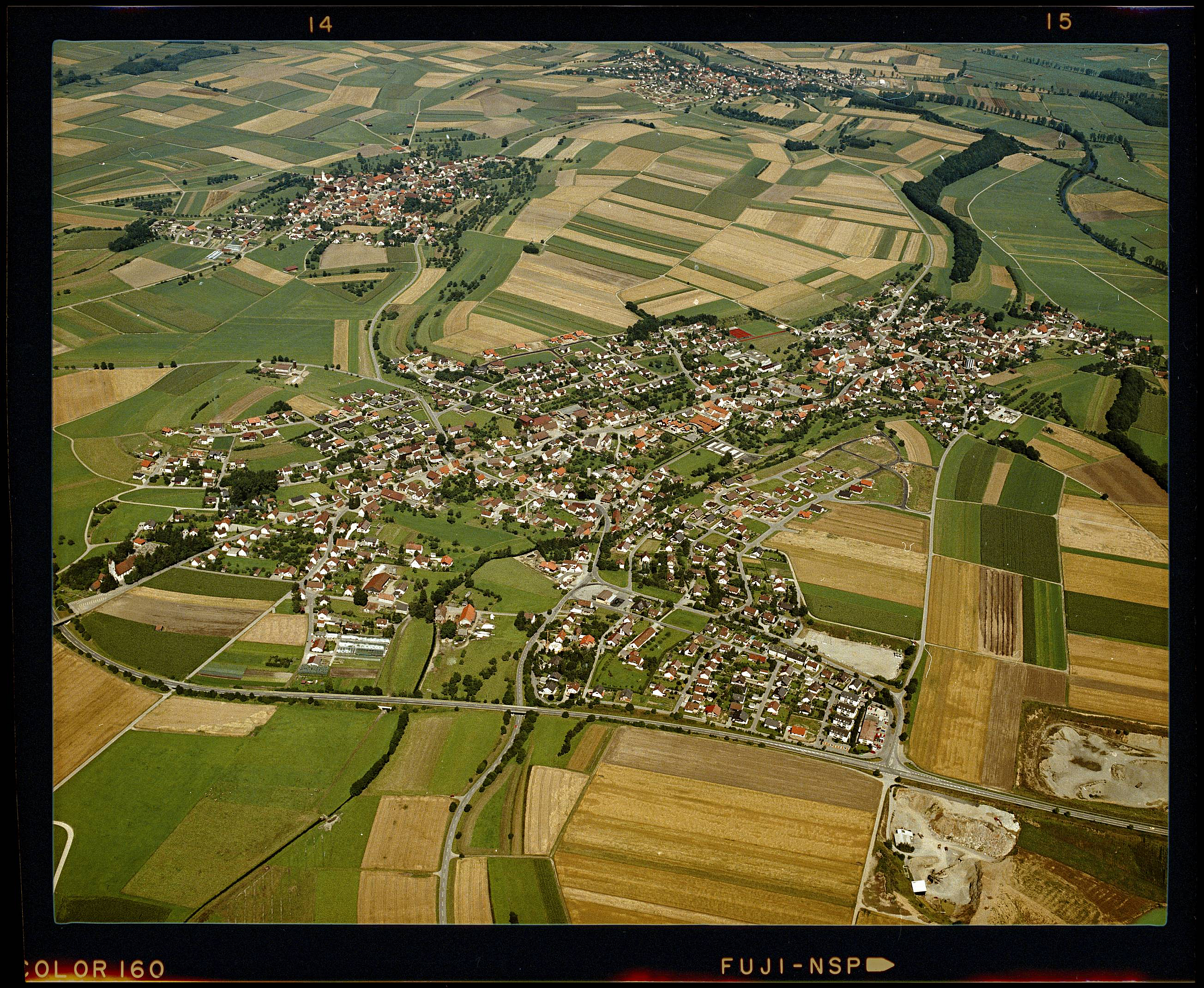
Luftbild von Schemmerhofen (1985)

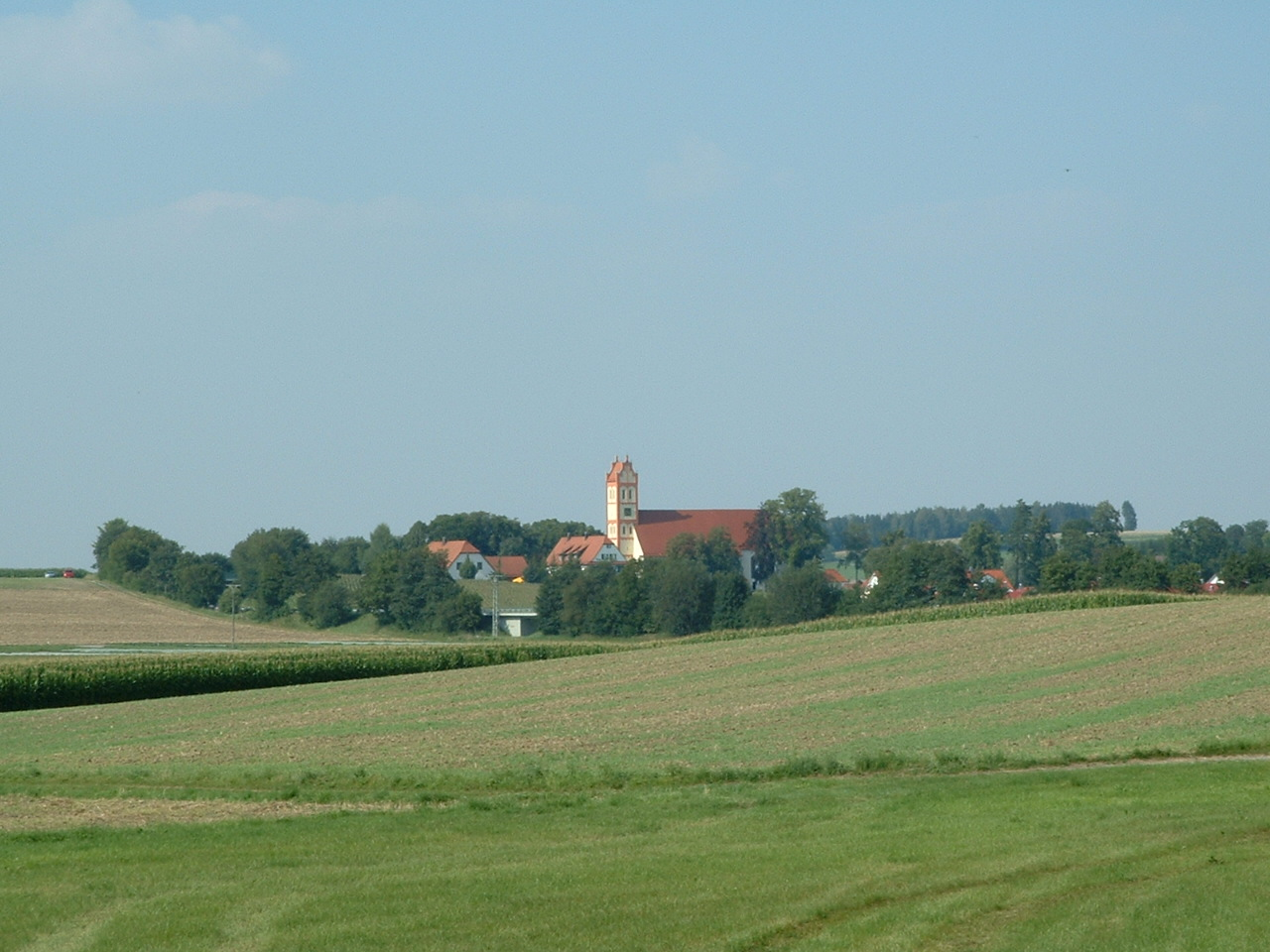
Schemmerhofen-Aufhofen

Schemmerhofen ist eine Gemeinde im Landkreis Biberach in Baden-Württemberg. Mit rund 8800 Einwohnern ist sie die größte kreisangehörige Landgemeinde.

## Geographie

### Lage
Schemmerhofen liegt etwa neun Kilometer nördlich der Großen Kreisstadt Biberach an der Riß. Der Gemeindeteil Langenschemmern wird von einem Abschnitt des Mühlbachs durchflossen, der knapp unterhalb bzw. südöstlich der Ortschaft in den von Süden kommenden Donau-Nebenfluss Riß mündet. Diese durchfließt weiter nördlich den Gemeindeteil Schemmerberg.

### Gemeindegliederung
Zu Schemmerhofen gehören sechs Ortsteile:
- Schemmerhofen, der für die Gemeinde namensgebende Hauptort, entstand 1972 durch den Zusammenschluss der aufgegangenen Orte Langenschemmern und Aufhofen
- Alberweiler
- Altheim
- Aßmannshardt
- Ingerkingen
- Schemmerberg

Zudem gibt es die Wohnplätze Bachhof, Britschweiler, Brühlhof, Eichelsteig, Grafenwald, Mittenweiler, Öschhof und Ziegelei. Wüstungen auf dem Gemeindegebiet sind Hugeshoven, Leithausen und Lindach.

### Geologie und Landschaft
Nach dem Handbuch der naturräumlichen Gliederung Deutschlands (nach Meynen/Schmithüsen 1962 bzw. Ssymank 1994) ist die Gemeinde Schemmerhofen innerhalb des Alpenvorlandes Teil der Donau-Iller-Lech-Platte. Der Großteil der Gemeinde befindet sich im Hügelland der unteren Riß. Ein kleiner Teil der Gemeinde kann dem Naturraum der Riß-Aitrach-Platten zugeordnet werden. Das Hügelland der unteren Riß ist ein Tertiärhügelland, welches sich durch ein kleinräumig wechselndes Relief, mit relativ geringen Höhenunterschieden von 50–100 Metern, charakterisiert. Das Tertiärhügelland besteht aus den Ablagerungen des Molassebeckens. Die Geologie der Gemeinde entstand somit im Miozän (ca. 24-5 Mio. Jahre). Die direkte Nachbarschaft zum Naturraum der Riß-Aitrach-Platten (bspw. Umgebung um Biberach an der Riß) spielt auch in Schemmerhofen eine Rolle. Das Landschaftsbild, wie es sich uns heute präsentiert, wurde während des Quartärs (2,5 Mio. Jahre bis heute) geformt. Einerseits mit der Endmoräne und den Schottern aus der Mindel-Kaltzeit, welche heute die Grundlage für den Abbau von Sand- und Kieslagerstätten ist. Andererseits durch die periglaziale Prägung der Landschaft durch die Riß- und Würmkaltzeit. Dieser Einfluss kann man an den tiefgründigen, sandigen Lehmböden und Muldentäler erkennen. Die Breite des Rißtals steht im Widerspruch zur Wasserführung der heutigen Riß. Dabei handelt es sich beim Rißtal um ein früheres Schmelzwassertal während der letzten Kaltzeit (Würm), welches durch enorme Mengen an Wasser geformt wurde. Die Schmelzwässer flossen in die Donau, welches als Urstromtal fungierte. Zusammengefasst kann man die Gemeinde Schemmerhofen in drei Einheiten gliedern. Das Areal der Mindel-Kaltzeit Endmoräne mit seinen Schottern und Kieswerken (Aufhofen, Alberweiler, Aßmannshardt), in das Tertiärhügelland mit seinem flachwelligen Landschaftszügen (Altheim, Ingerkingen) und in das Rißtal mit seinen breiten Tal und einem höheren Grünflächenanteil (Langenschemmern, Schemmerberg).

### Nachbargemeinden
Schemmerhofen grenzt im Norden an Laupheim, im Osten an Mietingen und Maselheim, im Süden an Warthausen und Biberach an der Riß und im Westen an Attenweiler, Oberstadion, Unterstadion und Ehingen an der Donau. Die drei letztgenannten Gemeinden liegen im Alb-Donau-Kreis.

### Schutzgebiete
Im Norden der Gemeinde liegt das Naturschutzgebiet Gedüngtes Ried.

## Geschichte
Die Gemarkung der heutigen Gemeinde Schemmerhofen lag im Hochmittelalter im Rammachgau auf dem Gebiet des Herzogtums Schwaben und unterstand kirchlich bis zum Ende des 18. Jahrhunderts dem Bistum Konstanz.

### Langenschemmern und Aufhofen
Die erste urkundliche Erwähnung von Langenschemmern ist offen. Ob es sich bei dem im Jahre 851 erstmals genannten „Scammara“ um Langenschemmern oder um Schemmerberg handelt, ist nicht bekannt. Für das Jahr 1095 wird in einer Urkunde „ad Scammares“ genannt. Weitere urkundliche Nennungen stammen aus den Jahren 1127 als „Schamern“, 1242 als „Scammun“, 1319 als „Krutschemmern“ und 1361 erstmals als „Landenschammar“. Seit Ende des 14. Jahrhunderts lässt sich die Unterscheidung zwischen Ober- und Unterschemmern eindeutig nachweisen. Bis ins 18. Jahrhundert kam es immer wieder zur Verwendung sowohl des Kurznamens „Schemmern“ als auch des heutigen Namens. Der Name „Schemmern“ dürfte von Schammen (bzw. Schemmen = Schilfrohr) herrühren. Aufhofen und Langenschemmern bildeten ursprünglich eine politische Gemeinde und gehörten zur Herrschaft Warthausen, die sich seit 1696 im Besitz der Grafen von Stadion befand. Durch die Mediatisierung gelangten die Gemeinden 1806 an das Königreich Württemberg und wurden dem Oberamt Biberach zugeordnet. Die Einwohner von Aufhofen wollten nach der Zeit der politischen Umbrüche im Zuge der Koalitionskriege die Abtrennung von Langenschemmern, die 1823 schließlich eingeleitet wurde.
Da die Güter der Einwohner innerhalb der gemeinsamen Gemarkung untereinander stark vermischt waren, stellte sich die Ziehung einer Markungsgrenze als äußerst problematisch dar. Die Trennung konnte deshalb erst 1843 abschließend vollzogen werden. 1850 bekam Langenschemmern mit einem eigenen jedoch zwei Kilometer südöstlich des Dorfs gelegenen Bahnhof Anschluss an die Bahnstrecke Ulm–Friedrichshafen (Südbahn) und damit Zugang zum Streckennetz der Württembergischen Eisenbahn.
Die Verwaltungsreform während der NS-Zeit in Württemberg führte 1938 zur Zugehörigkeit zum Landkreis Biberach.
In der NS-Zeit bestand im Kinderheim Ingerkingen ein sogenanntes „Kinderasyl“, von dem 1940 im Rahmen der „Euthanasie“-Tötungsaktion T4 72 Kinder zum Opfer fielen, nur elf haben überlebt. Ein Wachsgraffito in der Eingangshalle von Haus St. Franziskus in der Oberstadionerstraße 14 erinnert an dieses Geschehen.

### Alberweiler
Alberweiler gehörte im Hochmittelalter den Grafen von Berg, deren Stammburg Berg über dem Dorf Berg bei Ehingen lag. Mit dem Aussterben der Grafen von Berg im 14. Jahrhundert gingen die Herrschaftsrechte an Österreich und Bayern. Für das Hoch- und Spätmittelalter lassen sich in Alberweiler verschiedene Adelsfamilien am Ort nachweisen, jedoch war die Besitzaufsplitterung und die Zuständigkeit der späteren Lehensherren (darunter Vorderösterreich und Bayern-Landshut) sehr vielschichtig. Lehensmänner waren die Herren von Warthausen, die im 15. Jahrhundert das Schlössle erbauten, und später die Grafen von Stadion. 1806 fiel der Ort an Württemberg und kam zunächst vorübergehend zum Oberamt Ehingen und 1842 schließlich zum Oberamt Biberach, das 1938 im Landkreis Biberach aufging.

### Altheim
851 wurde Altheim erstmals urkundlich genannt. Wie Schemmerberg geriet Altheim nach und nach praktisch ganz unter die Herrschaft des Klosters Salem, welches 1619 die Hochgerichtsbarkeit und 1621 auch die Niedergerichtsbarkeit als Lehen von Vorderösterreich erworben hatte. Die Herrschaft Schemmerberg des Klosters Salem (bestehend aus den Orten Schemmerberg, Altheim und Äpfingen) wurde 1803 säkularisiert und fiel an das Reichsfürstentum Buchau der Fürsten von Thurn und Taxis. 1806 geriet Altheim durch die Mediatisierung des Fürstentums Buchau an das Königreich Württemberg und wurde dem Oberamt (ab 1938 dem Landkreis) Biberach zugeordnet. Zugleich war Altheim wie Schemmerberg im 19. Jahrhundert noch bis 1849 im Zuständigkeitsbereich des standesherrlichen Amts Obersulmetingen der Fürsten von Thurn und Taxis.

### Aßmannshardt
Urkundlich wohl schon ab dem 11. Jahrhundert fassbar, wurde 1288 der Schenk Konrad von Aßmannshardt explizit erwähnt. Das Dorf wurde wie Langenschemmern und Aufhofen ein Bestandteil der Herrschaft Warthausen und kam wie diese 1806 zum württembergischen Oberamt Biberach.

### Ingerkingen
Vermutlich gehörte Ingerkingen wie auch Alberweiler ursprünglich zur Grafschaft Berg und hatte im 13. und 14. Jahrhundert noch eigenen Ortsadel. Das Spital in Biberach erwarb vom 15. bis zum 18. Jahrhundert allmählich fast den gesamten Grundbesitz sowie bereits 1526 die hohe und niedere Gerichtsbarkeit. Mit der Reichsstadt Biberach kam der Ort 1803 an das Kurfürstentum Baden und 1806 an das Königreich Württemberg, wo es dem Oberamt Biberach zugeordnet wurde.

### Schemmerberg
Im Alten Reich war Schemmerberg Mittelpunkt der Herrschaft Schemmerberg des Klosters Salem und hatte ein gutsherrliches Schloss, welches jedoch 1837 abgerissen wurde. Die Herrschaft kam durch die Säkularisation 1803 an die Fürsten von Thurn und Taxis (Reichsfürstentum Buchau) und 1806 an das württembergische Oberamt Biberach. Zugleich war Schemmerberg wie Altheim im 19. Jahrhundert noch bis 1849 im Zuständigkeitsbereich des standesherrlichen Amts Obersulmetingen der Fürsten von Thurn und Taxis.

### Schemmerhofen
1945 wurden die heutigen Ortsteile Schemmerhofens mit dem Landkreis Biberach Teil der Französischen Besatzungszone. Im Jahr 1947 folgte die Zuordnung zum neu gegründeten Land Württemberg-Hohenzollern, das 1952 im Land Baden-Württemberg aufging.
Im Rahmen der Gebietsreform in Baden-Württemberg bilden Langenschemmern und Aufhofen seit 1. August 1972 wieder eine Gemeinde, das heutige Schemmerhofen. Auch die beiden Orte, mittlerweile baulich zusammengewachsen, wurden vereinigt. Am 1. Januar 1974 kam Schemmerberg dazu, Alberweiler, Altheim, Aßmannshardt und Ingerkingen folgten am 1. Januar 1975.

## Politik

### Gemeinderat
Der Gemeinderat besteht aus den gewählten ehrenamtlichen Gemeinderäten und dem Bürgermeister als Vorsitzendem. Der Bürgermeister ist im Gemeinderat stimmberechtigt. Der Gemeinderat in Schemmerhofen hat derzeit 20 Mitglieder (2019: 19). Die Kommunalwahl am 9. Juni 2024 führte zu folgendem Ergebnis:
| Partei                  | Stimmen | Stimmenanteil | Sitze | +/− |
| Freie Wählervereinigung | 33.045  | 53,7 %        | 11    | − 1 |
| Die Neue Verantwortung  | 28.514  | 46,3 %        | 9     | + 2 |

Die Wahlbeteiligung lag bei 67,3 % (2019: 65,7 %). 

### Bürgermeister
Bürgermeister ist seit dem 1. November 2022 Klaus Wilhelm Tappeser (CDU). Er wurde am 2. Oktober 2022 mit 82,7 Prozent der Stimmen gewählt. Sein Vorgänger Mario Glaser amtierte von 2013 bis 2022. Er wurde erstmals am 14. Oktober 2012 mit 66,35 Prozent der Stimmen zum Bürgermeister gewählt. Am 18. Oktober 2020 wurde er mit 98,5 Prozent der Stimmen für eine weitere Amtszeit gewählt. Am 26. Juli 2022 wurde er zum Landrat des Landkreises Biberach gewählt.
Seit der Gemeindereform von 1972 gab es in der Großgemeinde Schemmerhofen folgende Bürgermeister:
- Karl Kehrle, 1. August 1972 bis 11. Dezember 1980
- Hans-Peter Harscher, 11. Dezember 1980 bis 20. Dezember 1996
- Eugen Engler, 20. Dezember 1996 bis 12. Januar 2013
- Mario Glaser, 15. Januar 2013 bis 16. Oktober 2022
- Klaus Wilhelm Tappeser (CDU), seit 1. November 2022

### Wappen
| Wappen der Gemeinde Schemmerhofen | Blasonierung: „In gespaltenem Schild vorne in Gold (Gelb) drei aus dem Unterrand wachsende schwarze Schilfkolben nebeneinander, hinten in Rot ein aus dem Unterrand emporkommender, mit der Krümme nach links gekehrter goldener (gelber) Abtsstab, um dessen Schaft sich der goldene (gelbe) Großbuchstabe S schlingt.“ |
| Wappen der Gemeinde Schemmerhofen | Wappenbegründung: Die Schilfkolben im Wappen der am 1. August 1972 durch Vereinigung von vier Orten gebildeten und hernach durch Eingliederung von drei weiteren Orten vergrößerten Gemeinde beziehen sich auf den ersten Bestandteil des Gemeindenamens, der mit „Schiemen“ = „Schilfrohr“ in Verbindung gebracht wird. Gold und Schwarz sind die Wappenfarben der Grafen von Stadion, die als Inhaber der Herrschaft Warthausen in den meisten Gemeindeteilen eine Rolle spielten. Der Abtsstab und das S erinnern an einstigen Besitz von Klöstern – vorab die Reichsabtei Salem, der Buchstabe auch an den des Biberacher Spitals. Das Landratsamt hat das Wappen und die Flagge am 23. Mai 1978 verliehen. |

Wappen der ehemals eigenständigen Gemeinden

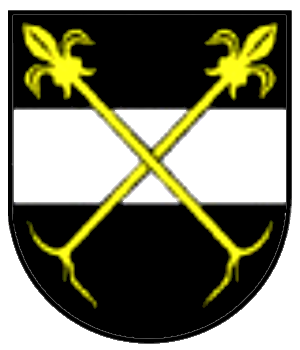
Alberweiler
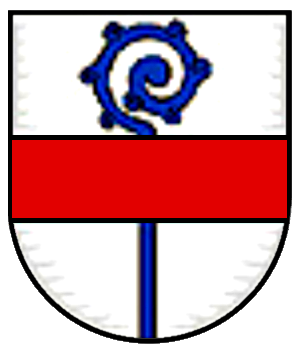
Altheim
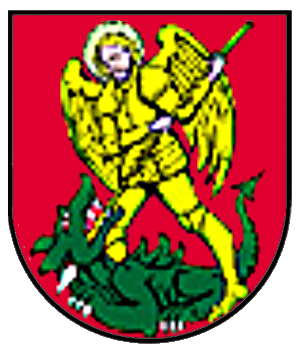
Aufhofen
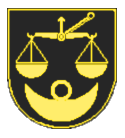
Aßmannshardt
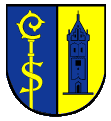
Ingerkingen
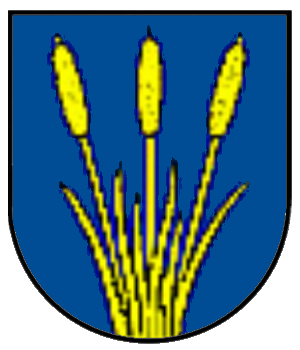
Langenschemmern
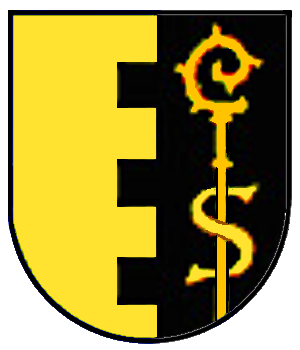
Schemmerberg

### Gemeindepartnerschaften
- Alberschwende, Österreich, bestand mit dem heutigen Ortsteil Aßmannshardt bereits vor 1975
- Groslay, Frankreich, seit 1987
- Nofels, Österreich, seit 1990 mit dem Ortsteil Ingerkingen

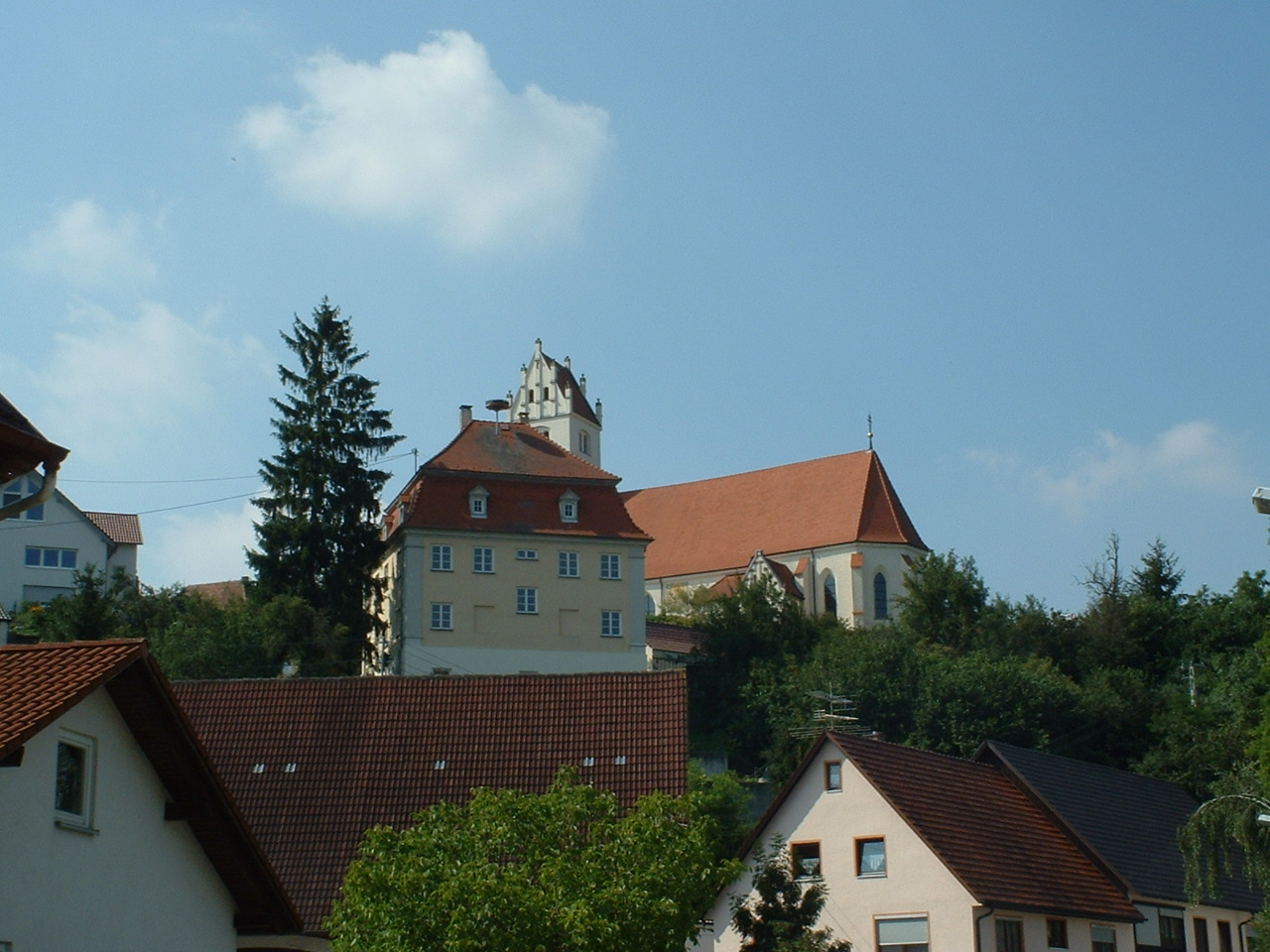
Schemmerberg

## Kultur und Sehenswürdigkeiten
- Das „Käppele“ in Aufhofen ist eine Wallfahrtskirche
- Das Schlössle in Alberweiler mit Pfarrstadel und Pfarrhaus (Zum guten Engel)
- Die Pfarrkirche St. Mauritius in Langenschemmern, die kleinere der beiden Kirchen, ist dem heiligen Mauritius geweiht. Sie beherbergt Wandbilder aus dem 14. Jahrhundert.
- Pfarrkirche St. Michael in Aßmannshardt

Siehe auch: Burg Langenschemmern, Wasserburg Langenschemmern, Burg Schemmerhofen, Burg Aufhofen, Schlössle Alberweiler

### Sportanlagen und Vereine
In der Gemeinde gibt es die Vereine Sportverein Alberweiler, Sportverein Altheim, Sportverein Aßmannshardt, Sportverein Ingerkingen, Sportverein Schemmerberg und Sportverein Schemmerhofen. Des Weiteren gibt es in Alberweiler einen Badesee und an der Schemmerhofer Schule einen Funcourt. Am Sportplatz Schemmerhofen wurde 2022 eine Pumptrackanlage in Betrieb genommen. 

### Musik
Zahlreiche Gesangs- und Musikvereine gestalten das musikalische Leben innerhalb der Gemeinde. Dazu zählen folgende Kirchenchöre und Gesangsvereine: Gesangverein Alberweiler, Gesangverein „Frohsinn“ Ingerkingen, Kirchenchor Altheim, Kirchenchor Aßmannshardt, Kirchenchor Ingerkingen, Kirchenchor Schemmerhofen, Liederkranz Schemmerberg und Männergesangverein „Frohsinn“ Schemmerhofen. Die Musikvereine der Gemeinde sind: Musikverein Altheim, Musikverein Aßmannshardt, Musikverein „Cäcilia“ Schemmerberg, Musikverein Ingerkingen und Musikverein Schemmerhofen.

## Wirtschaft und Infrastruktur

### Verkehr
Schemmerhofen liegt an der Bundesstraße 465 und mit dem Bahnhof „Schemmerberg“ an der Bahnstrecke Ulm–Friedrichshafen. Zweimal pro Stunde verkehren Züge der Regio-S-Bahn Donau-Iller nach Ulm, Laupheim und Biberach an der Riß. Der ehemalige Bahnhof Langenschemmern liegt mehr als zwei Kilometer vom nächsten Ort entfernt, er wird heute nur noch für den Güterverkehr genutzt (Schüttgüter).
Alle Gemeindeteile werden vom Donau-Iller-Nahverkehrs-Verbund über die Busverbindung Biberach–Ehingen bedient (Aßmannshardt nur von Schulbussen); ab Schemmerberg bestehen zusätzlich Busverbindungen nach Laupheim. Aßmannshardt liegt darüber hinaus an der Busstrecke Biberach–Munderkingen.
Durch Schemmerhofen führt als Landes-Radfernweg der Donau-Bodensee-Radweg. Er führt von Ulm zum Bodensee nach Kressbronn und dabei von Laupheim über den Ortsteil Schemmerberg nach Schemmerhofen und weiter über Warthausen nach Biberach.

### Bildung und Betreuung

#### Schemmerhofen
In Schemmerhofen besteht mit der Gemeinschaftsschule Mühlbachschule eine weiterführende Schule. Die Mühlbachschule war eine der ersten 42 Gemeinschaftsschulen in Baden-Württemberg. Über 600 Schüler besuchen die dreizügige Schule, mehr als die Hälfte davon aus umliegenden Gemeinden.

#### Schemmerberg
In Schemmerberg besteht eine eigenständige einzügige Grundschule.

#### Ingerkingen
- Im Ortsteil Ingerkingen hat die Mühlbachschule eine Außenstelle (einzügige Grundschule)
- Die Schule St. Franziskus in Ingerkingen ist eine katholische freie Ganztagesschule für Kinder und Jugendliche mit geistiger oder mehrfacher Behinderung; als staatlich anerkannte Ganztagesschule arbeitet sie nach dem Bildungsplan der Schulen für Geistigbehinderte in Baden-Württemberg und orientiert sich am so genannten Marchtaler Plan
- Dazu gehört auch das Wohnangebot der St. Elisabeth-Stiftung (Bad Waldsee) für Kinder und Jugendliche mit geistiger oder mehrfacher Behinderung (Schülerwohnen, Kurzzeitangebote, Übergangs-, Trainings- und Appartementwohnen).

#### Kindertagesstätten
In Schemmerhofen gibt es neun Kindertagesstätten mit ganztägigem Angebot (sechs in kommunaler und zwei in katholischer Trägerschaft sowie das Kinder- und Familienhaus im Hauptort in einer Kooperationsträgerschaft der Kirche mit der Gemeinde).

### Seniorenheime
In Schemmerhofen gibt es zwei Pflegeheime. Im Hauptort Schemmerhofen den Wohnpark St. Klara mit 30 Pflegeplätzen und die Seniorenresidenz Haus Luisa in Schemmerberg mit 50 Pflegeplätzen.

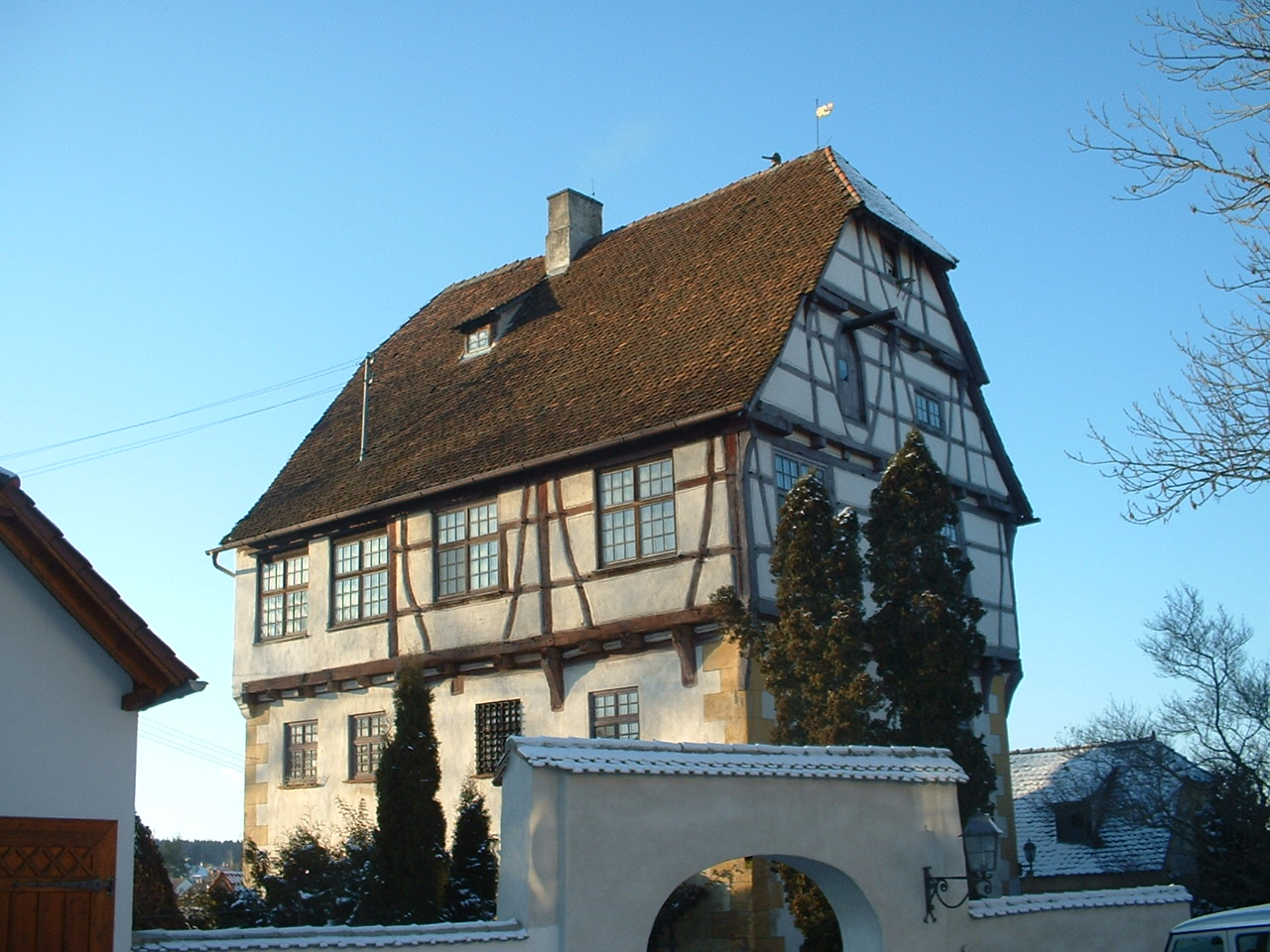
Schlössle in Alberweiler

### Ansässige Unternehmen
Die Wirtschaft in Schemmerhofen wird von mittelständischen Firmen der Bereiche produzierendes Gewerbe (z. B. Schick Dental, Stegmaier Textile Solutions, Köpf Fahrzeugbau, NHC Kunststofftechnik, Biber Möbel, Heckenberger Metallverarbeitung), Handwerk und Dienstleistungen dominiert. Größter Arbeitgeber in Schemmerhofen ist die Unternehmensgruppe Dünkel Holding GmbH&Co.KG. Ihr Ursprung geht auf das Jahr 1933 zurück; ihre größte Tochterfirma ist die ACTIV-Group, ein international tätiger Projektentwickler von Fach- und Handelsimmobilien sowie Gewerbegebieten.

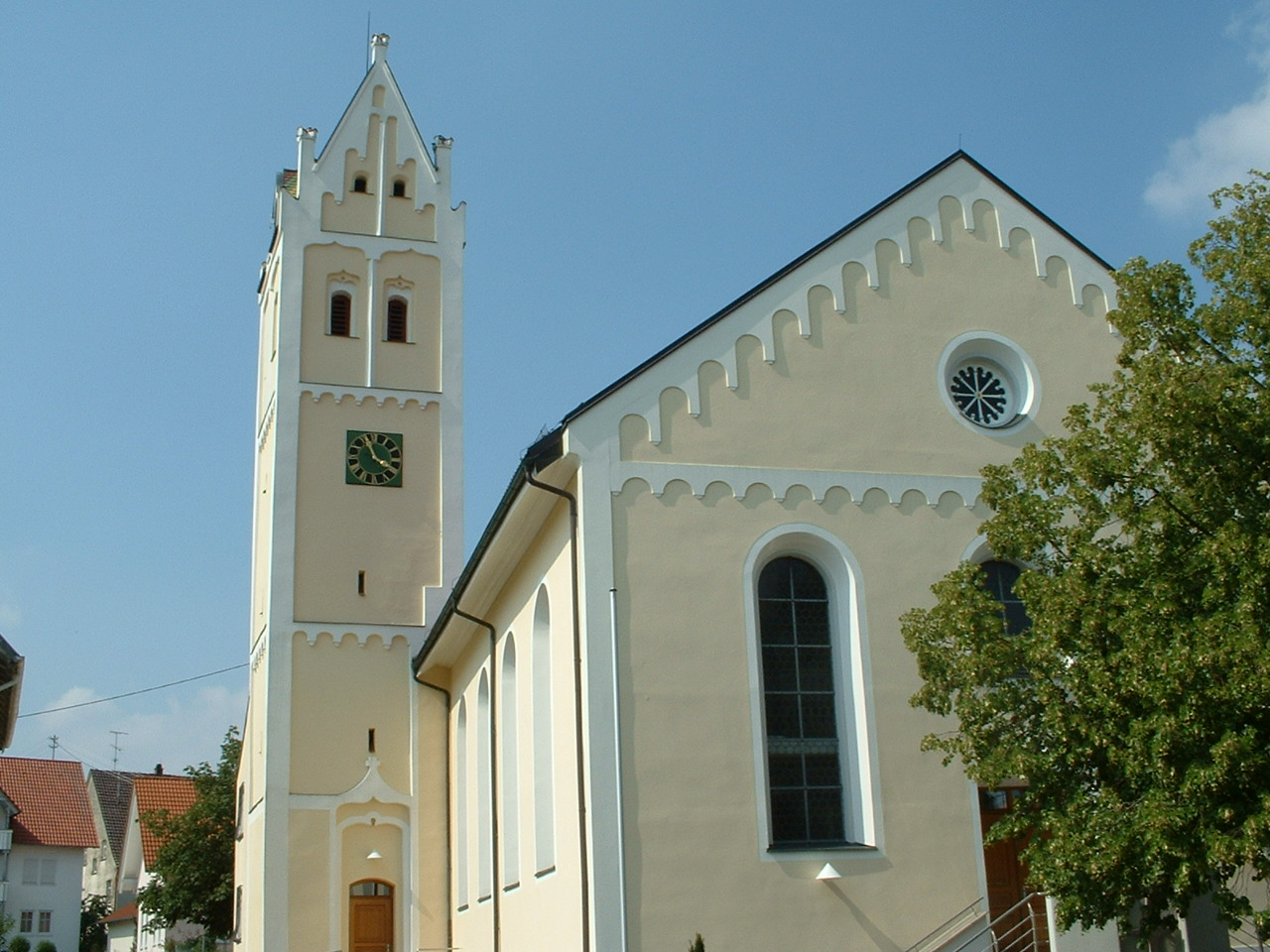
Ingerkingen, Pfarrkirche St. Ulrich

## Persönlichkeiten
- Stephan Hayd (1744–1802), Benediktiner, Geistlicher, Theologe und Hochschullehrer (geboren in Alberweiler)
- Joseph Cades (1855–1943), Kirchenarchitekt (geboren in Altheim)
- Karl Weller (1866–1943), Historiker (geboren in Langenschemmern)
- Anselm (Josef) Romer (* 7. Dezember 1885 in Ingerkingen; † 9. November 1951 im Gefängnis Oksadok, Nordkorea), Missionsbenediktiner, Märtyrer von Tokwon[18]
- Prälat Franz Glaser (* 30. Juli 1938; † 22. März 2024), Domkapitular und Personalreferent i. R. der Diözese Rottenburg-Stuttgart
- Hansbert Bertsch (1941–2022), Oberstudiendirektor a. D., Leiter des Königin-Charlotte-Gymnasiums Stuttgart (1984–2004), Übersetzer und Sprachwissenschaftler (Romanische Sprachen, Griechisch und Latein, Japanisch)